# Manniella cypripedioides
Manniella cypripedioides är en orkidéart som beskrevs av Gerardo A. Salazar och Al. Manniella cypripedioides ingår i släktet Manniella och familjen orkidéer. IUCN kategoriserar arten globalt som starkt hotad. Inga underarter finns listade i Catalogue of Life.